# JR東日本255系電車
255系電車（255けいでんしゃ）は、東日本旅客鉄道（JR東日本）の直流特急形車両。「Boso View Express」の愛称がある。

## 概要
内房線・外房線の特急「さざなみ」・「わかしお」には、国鉄時代に製造された183系が使用されていたが、老朽化が進んでいた。一方、房総半島では東関東自動車道の延伸、東京湾横断道路の建設など急速に道路交通基盤整備が進んでいた。このことから、183系の置き換えと、房総半島への鉄道のイメージアップを目的に1993年から房総各線の特急に導入された｡
都市間輸送と観光客輸送の両面に対応した車両であり、JR東日本が従来設計・製造した特急形車両である651系・251系・253系の要素を融合した構造となった。車両のデザイン開発は「GKインダストリアルデザイン」が担当している。
1993年度には通商産業省（現：経済産業省）のグッドデザイン商品（現：財団法人日本産業デザイン振興会主催グッドデザイン賞）に選定された。
2024年3月16日のダイヤ改正で、房総特急の全車指定席化と運行形態の一新が行われ、総武本線系統の特急列車｢しおさい｣が全てE259系での運用となり、本形式は撤退。内房、外房線系統の特急｢さざなみ｣、｢わかしお｣については、こちらも全てE257系500番台での運用となり、引退するはずであったが、車両不足などを理由に同年6月29日まで運行が継続された。以降は多客期を中心に臨時列車で運行されている。

## 構造

### 車体
車体は普通鋼製である。651系や253系に続きハの字型の車体断面を有しており、先頭形状は非貫通、大型の一枚窓が配置され、ワイパーカバー下に前照灯と尾灯が一列に配置されている。乗降扉の数は安房鴨川・銚子方先頭車のクハ255形を除いて各車両1か所とされた。側面窓は253系に比べ上方向に100mm広げられ、乗客の恐怖心を軽減するため心臓よりも高い位置に来るように設置されている。
塗装はベイビーチホワイト■（夏のビーチ）をベースに、下半分をパシフィックオーシャンブルー■（深みのある太平洋）、乗降口部分にサニーイエロー■（明るい陽光と房総に咲く菜の花）を配している。この色は後継車種のE257系500番台や、千葉地区の普通列車用車両（211系・209系）の車体帯にも採用されている。
側面の行先表示器は登場当時は字幕式だったが、2005年（平成17年）12月10日のダイヤ改正を前にLED式に取り替えられた。

### 車内
255系用に新たに設計され、普通車座席のシートピッチは970mmで、グリーン車座席のシートピッチは1,160mmである。普通席には向い合わせのときも使用可能なインアームテーブルが肘掛に収納されており、グリーン席も同様の構造である。また、座席配置はグリーン席も普通席も同じ横方向4列配置である。本形式以降、JR東日本の在来線特急車両のグリーン車は座席定員確保の観点から一部を除いて4列配置が基本となっている。
すべての窓が固定窓であり、停電時などの駅間における長時間停車時の換気を考慮して、各車両の床下に排気用送風機を搭載している（非常換気用）。

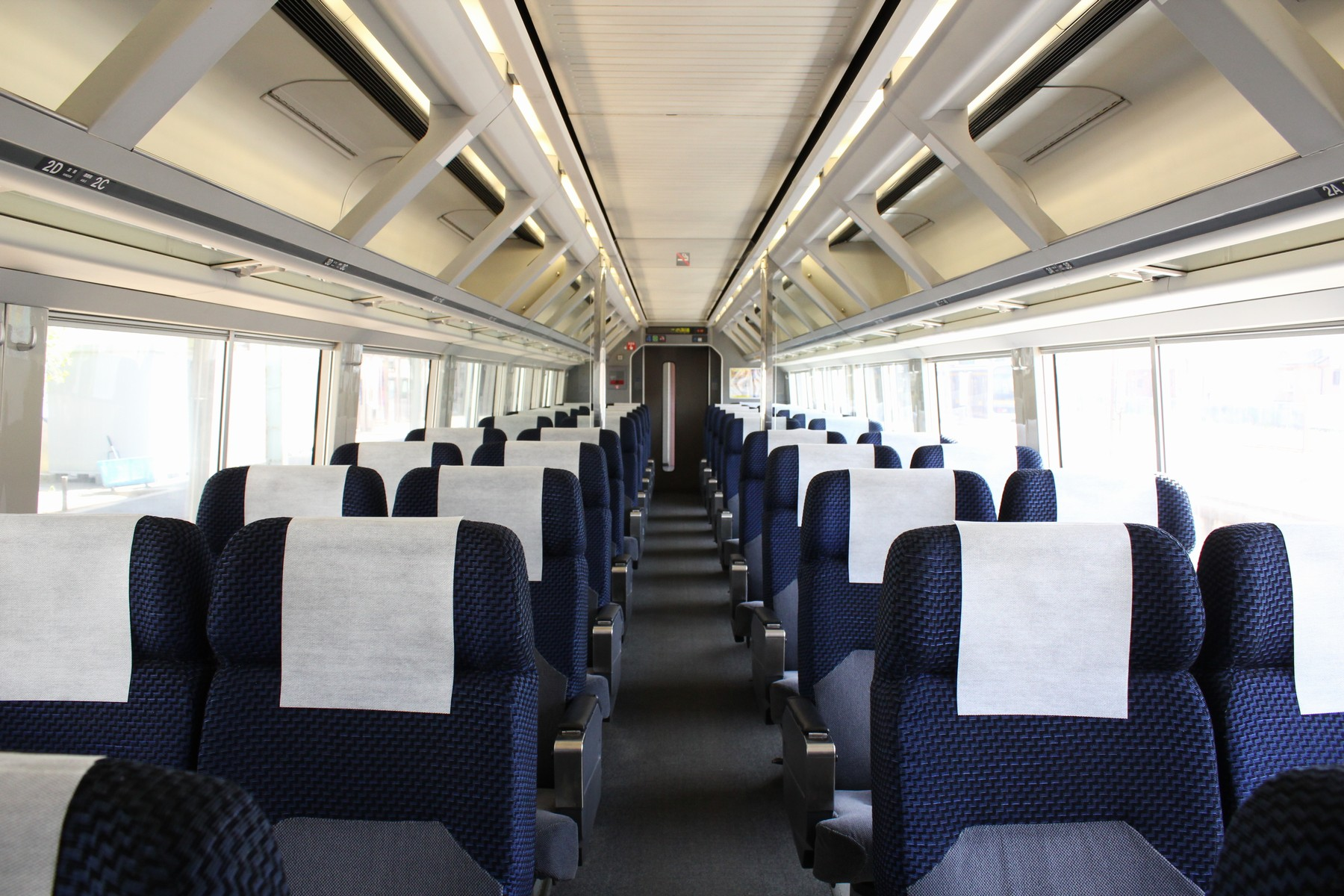
グリーン車車内
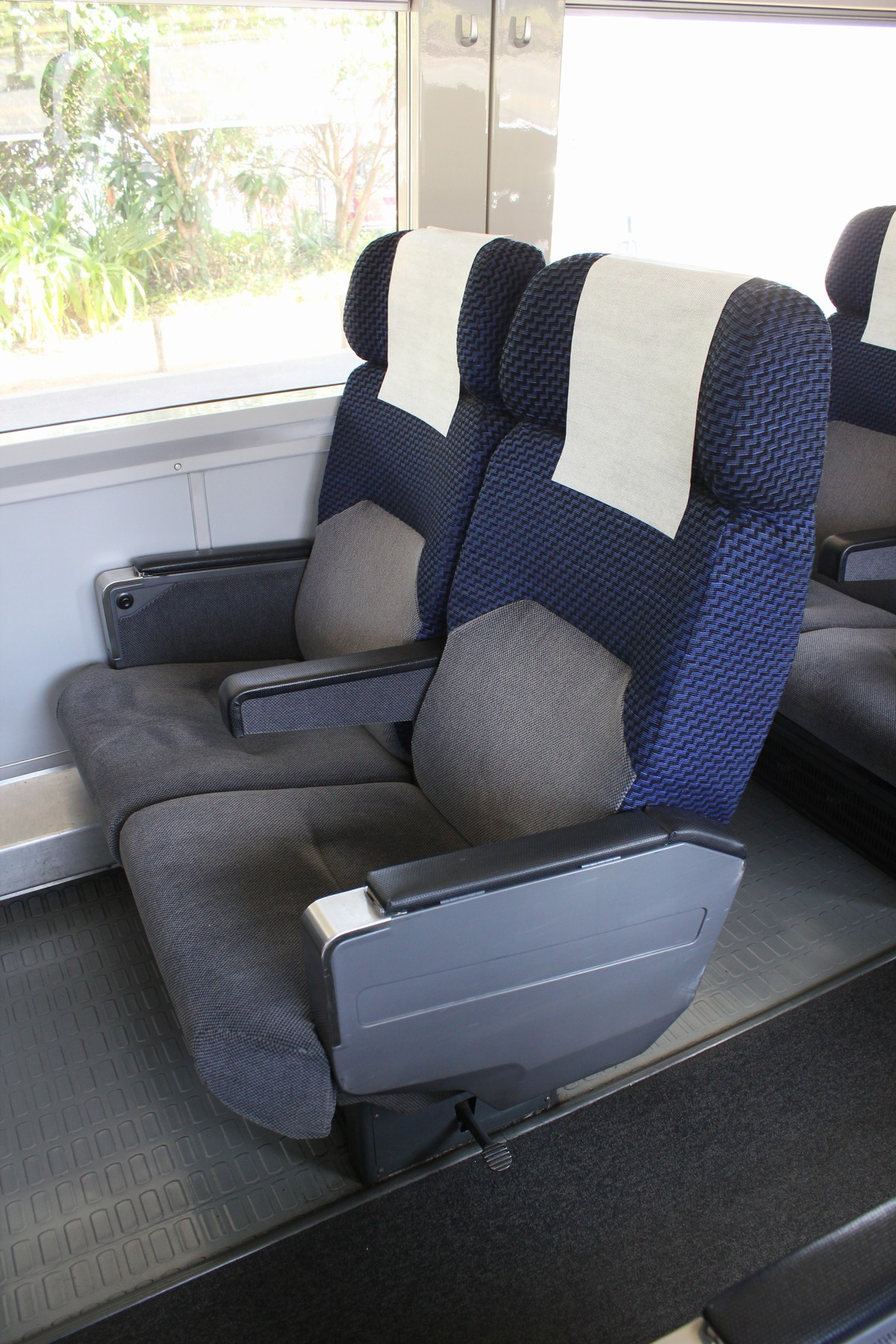
グリーン車座席
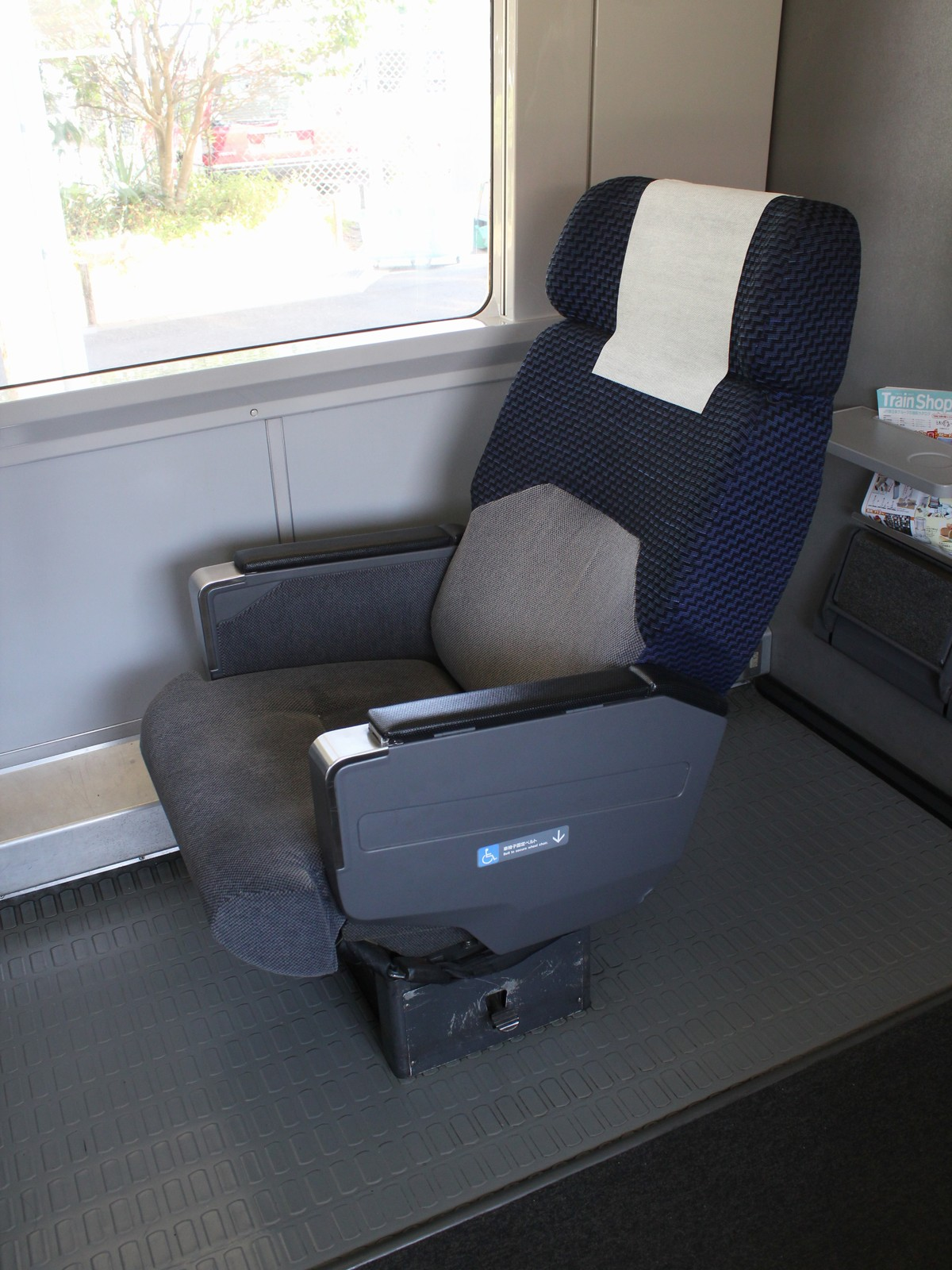
グリーン車座席（車いす対応）
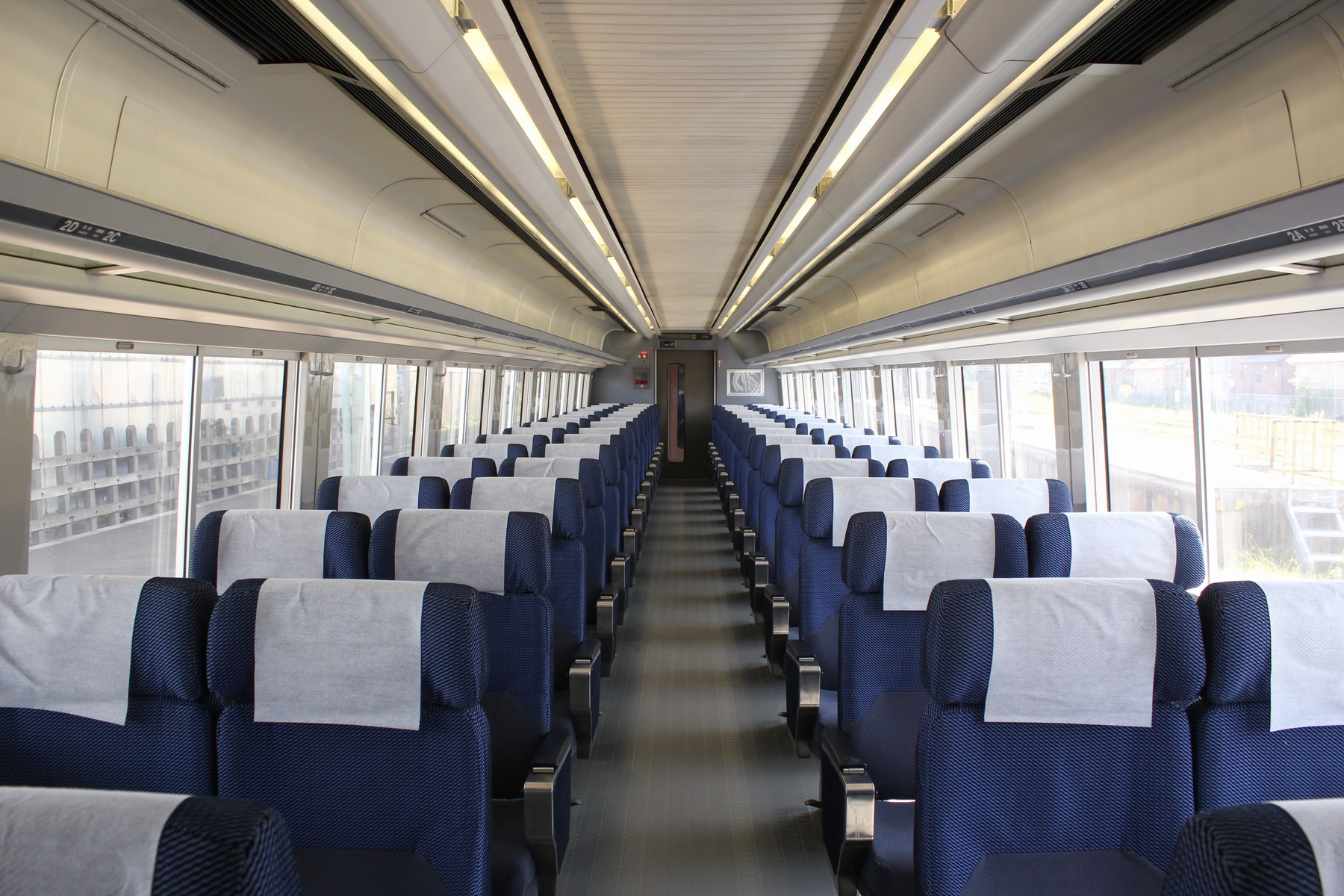
普通車車内
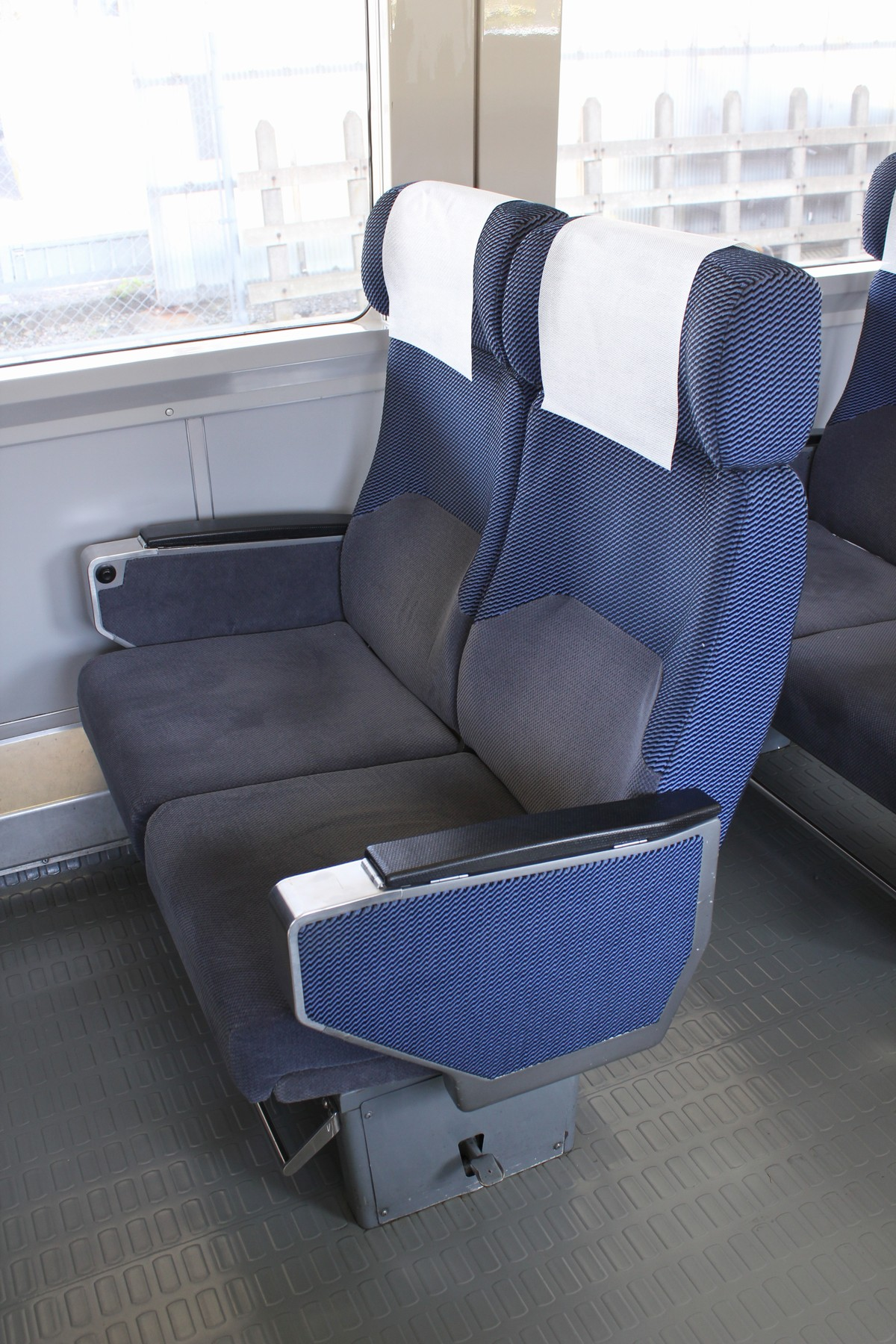
普通車座席
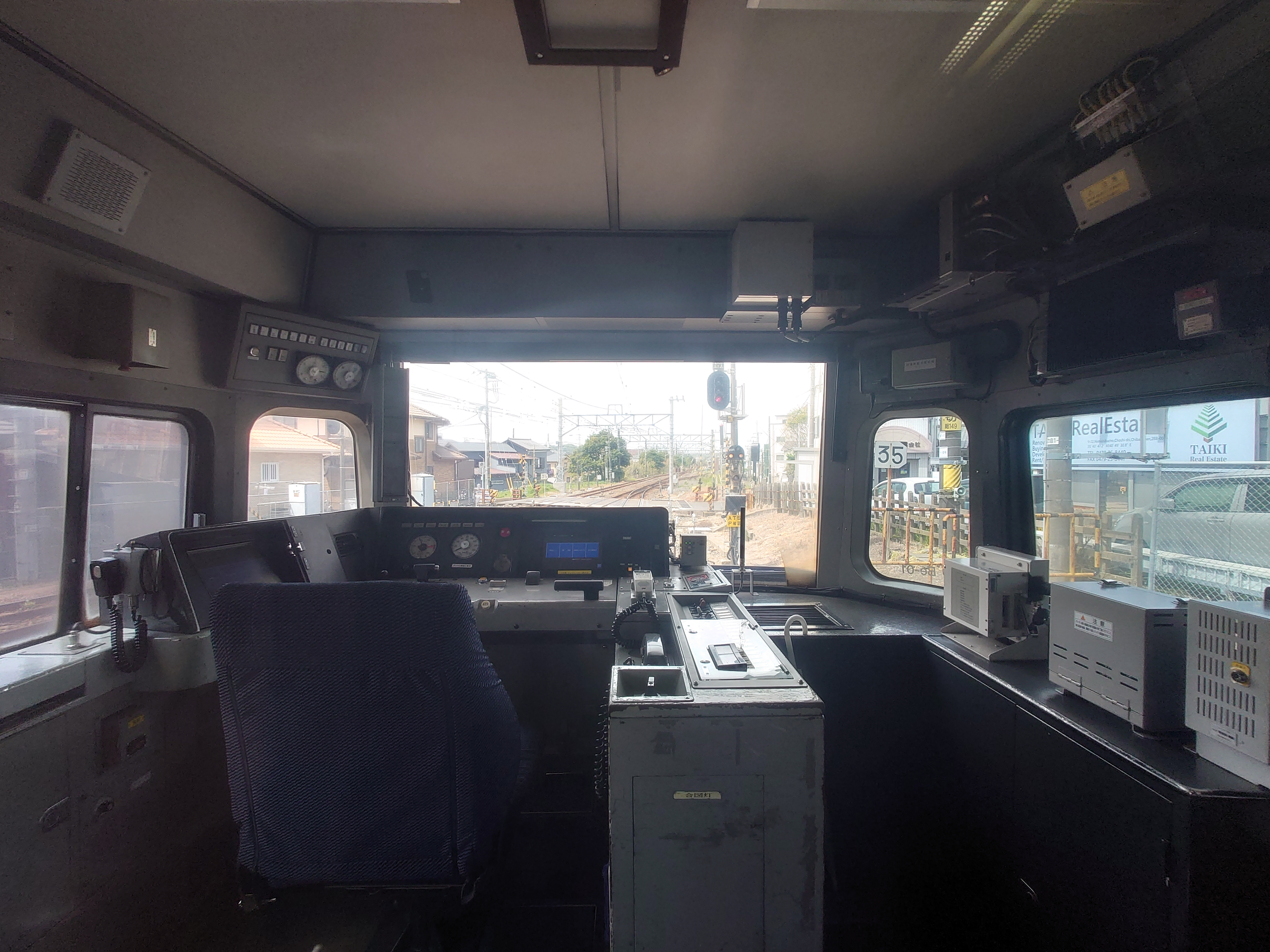
クハ254-1運転室

### 主要機器
JR東日本の特急形電車としては初のVVVFインバータ制御を採用した。走行システムについては通勤形電車209系910番台（旧901系試作車B編成）の設計を改良して採用している（東芝製・GTOサイリスタ素子による個別制御方式）。具体的には定速制御（60km/h以上）・抑速制御（40km/h以上）機能を追加したものとなっている。補助電源装置は東洋電機製造製のGTOサイリスタを使用した昇降圧チョッパ式静止形インバータ（SIV・定格出力190kVA）を採用した。
台車は、651系で実績のあるボルスタレス式DT56系列を基本としており、ヨーダンパ付きロールゴム軸箱支持方式のDT56E形・TR241E形を装着する。基礎ブレーキは片押し式踏面ブレーキ（ユニットブレーキ）、付随台車のみ踏面ブレーキに加えて1軸1枚のディスクブレーキを併用する。
ブレーキ装置は回生ブレーキ併用電気指令式空気ブレーキで、直通予備ブレーキ・抑速ブレーキ・耐雪ブレーキを装備する。付随車のブレーキ力を電動車で負担する遅れ込め制御を行う。最高速度130 km/h時におけるブレーキ力を確保するため、滑走防止装置を装備する。
導入当初の運用線区が京葉線・内房線・外房線に限定されることから、当初はATCを搭載せず、将来総武本線系統の列車への運用を考慮し設置スペースを確保した準備工事にとどまった。当初は横須賀・総武快速線の品川駅 - 錦糸町駅間を走れなかったが、同区間は2004年（平成16年）2月29日よりATS-P形に切り替わったため、結果としてATCを搭載せずに255系も入線できるようになった。

### 増備車
1994年製の2次車では、1次車の使用状況から仕様が一部変更された。
- 側窓の上下寸法を60㎜拡大
- 車外のガラス固定方法を押さえ金具方式をやめ、ガラスと構体間にシール材を充填する方式に変更
- 各座席ごとに読書灯を設置、グリーン車の荷棚柱の灯具を廃止
- 普通車の床敷物をフラットな形状に変更、グリーン車は通路のみから、全面じゅうたん敷に変更
- 喫煙車のデッキに灰皿を設置
- 運転士の視界を考慮して、運転席機器配置を一部変更
- 各車両間に転落防止幌を取り付け

## 形式
モハ255形
3号車・8号車に連結される中間電動車。2号車、7号車とユニットを組む。PS26A形パンタグラフを搭載、取付け部を低屋根構造とすることで折りたたみ高さを3,980mmに抑え中央本線の狭小建築限界トンネルの通過が可能で、実際に同線への走行実績がある。主制御器であるVVVFインバータ装置、空気圧縮機 (CP) 、蓄電池 (BT)を搭載。自動販売機を設置する。
モハ254形
2号車・7号車に連結される中間電動車。3号車、8号車とユニットを組む。VVVFインバータ装置と冷房装置などのサービス機器に電力を供給する補助電源装置の静止形インバータ (SIV) を搭載。トイレ・洗面所を設置する。
クハ255形
銚子・安房鴨川・館山方の制御付随車（9号車）。トイレ・洗面所を設置し、当系列では唯一の2デッキ構造である。
クハ254形
東京方の制御付随車（1号車）。デッキ付近に大形荷物置場を設置。車両の東京方にデッキがある。空気圧縮機（CP）を搭載する。
サロ255形
4号車に連結される付随車でグリーン車。座席配列は車椅子対応座席を除いて普通車と同様2+2であり、客室の中間がパーティションで区分されているのは、かつて半室で喫煙席・禁煙席を区別していた名残りである。車掌室、トイレ・洗面所、カード式公衆電話を設置する。
サハ255形
6号車に連結される付随車。車内販売準備室を設置する。
サハ254形
5号車に連結される付随車。車椅子対応の座席、トイレ・洗面所、多目的室を設置する。

## 機器更新
- 初期車の製造から20年以上が経過して主要機器の経年劣化が目立ってきたため、2014年度から2016年度にかけて、大宮総合車両センターにおいて機器更新を実施した[5]。
  - VVVFインバータ装置をGTOサイリスタ素子からIGBT素子を使用したSC111形（1C4M2群制御）に更新[5]。
  - 補助電源装置（SIV）をIGBT素子を使用した待機2重系のSC92A形に更新[5]。
  - 保安装置はATS-P形、ATS-SN形別々の搭載から、統合型ATS-P形装置に更新[5]
  - 車内は使用停止だった清涼飲料水の自動販売機や換気扇、公衆電話の撤去などが行われた。

## 運用
1993年7月2日に「ビューさざなみ」「ビューわかしお」として営業運転を開始した。2005年12月には「しおさい」での運行を開始する一方、「ビュー」の列車名による、車両の区別はなくなった。
以降は「さざなみ」「わかしお」「しおさい」の3列車で長らく用いられてきたが、2024年3月16日のダイヤ改正をもってE257系およびE259系に置き換えられ、定期運行を終了した。ただし、車両不足などを理由に一部の『さざなみ』『わかしお』定期列車では同年6月29日まで255系の使用が継続された。
定期運用開始前の1993年6月5日に団体列車として使用されており、その際には前面にジェフユナイテッド市原のステッカーが掲出されていた。
また臨時列車では、通常E257系で運行される成田線・鹿島線の「あやめ」や、中央本線直通の特急「ビューかいじ」などで運用されたこともある。
2025年1月17日、JR東日本のプレスリリースにより、当初はJR東日本E257系電車によって運転予定だった「しおさい81・82号」「新宿さざなみ１・４号」を急遽255系で運転した。

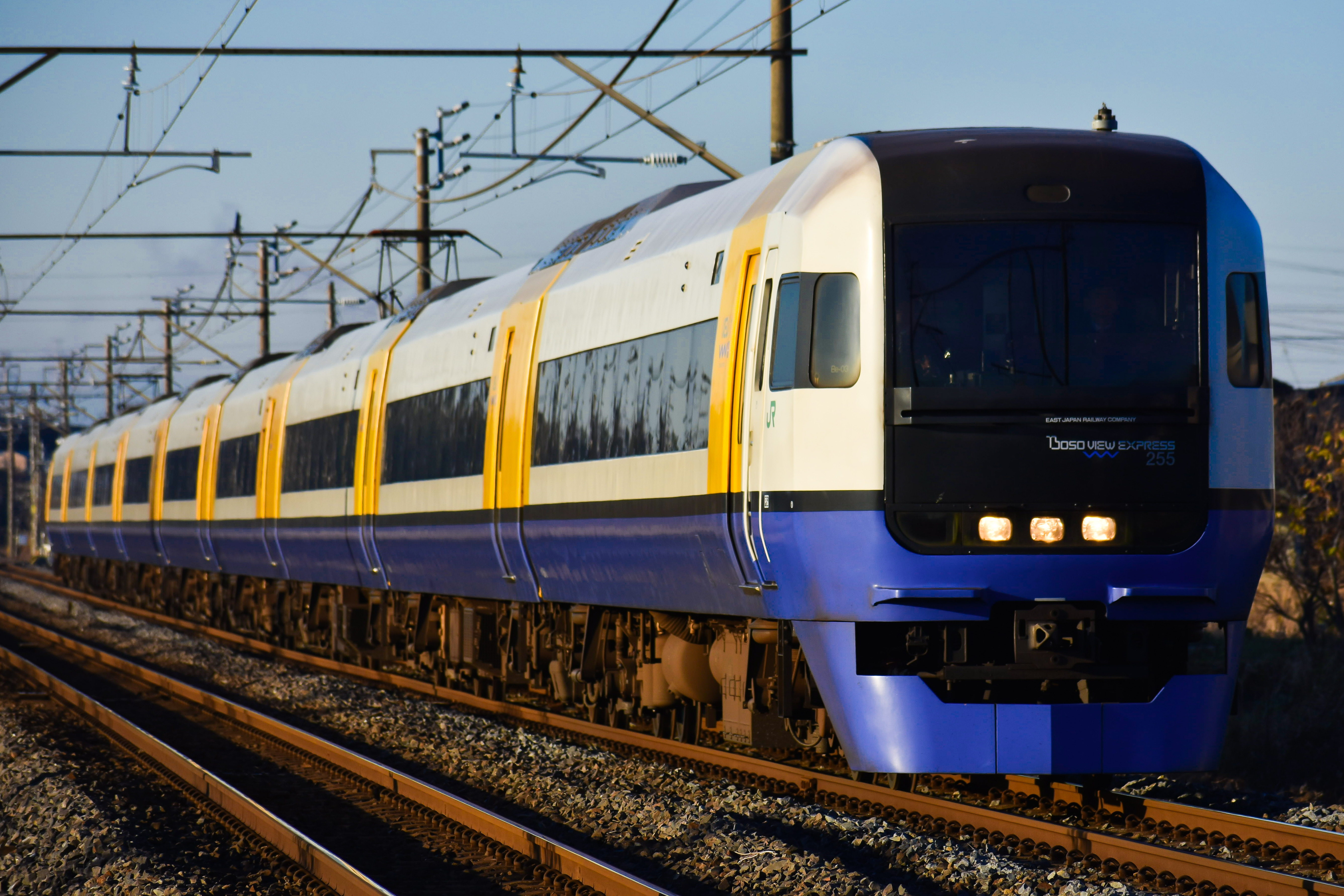
「さざなみ」での運用 （2019年11月24日 姉ヶ崎駅 - 五井駅間）
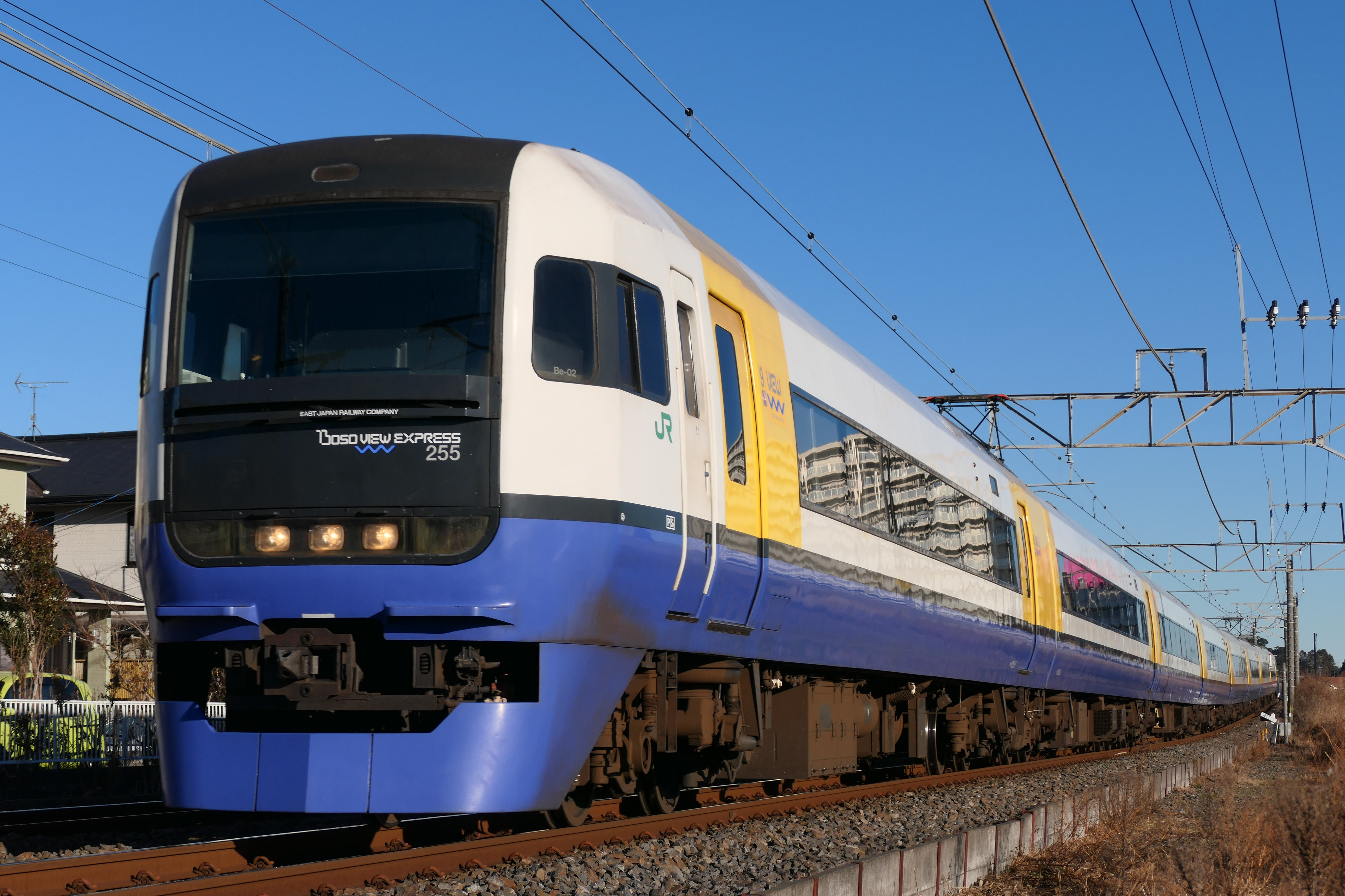
「わかしお」での運用 （2021年1月9日 大網駅 - 永田駅間）
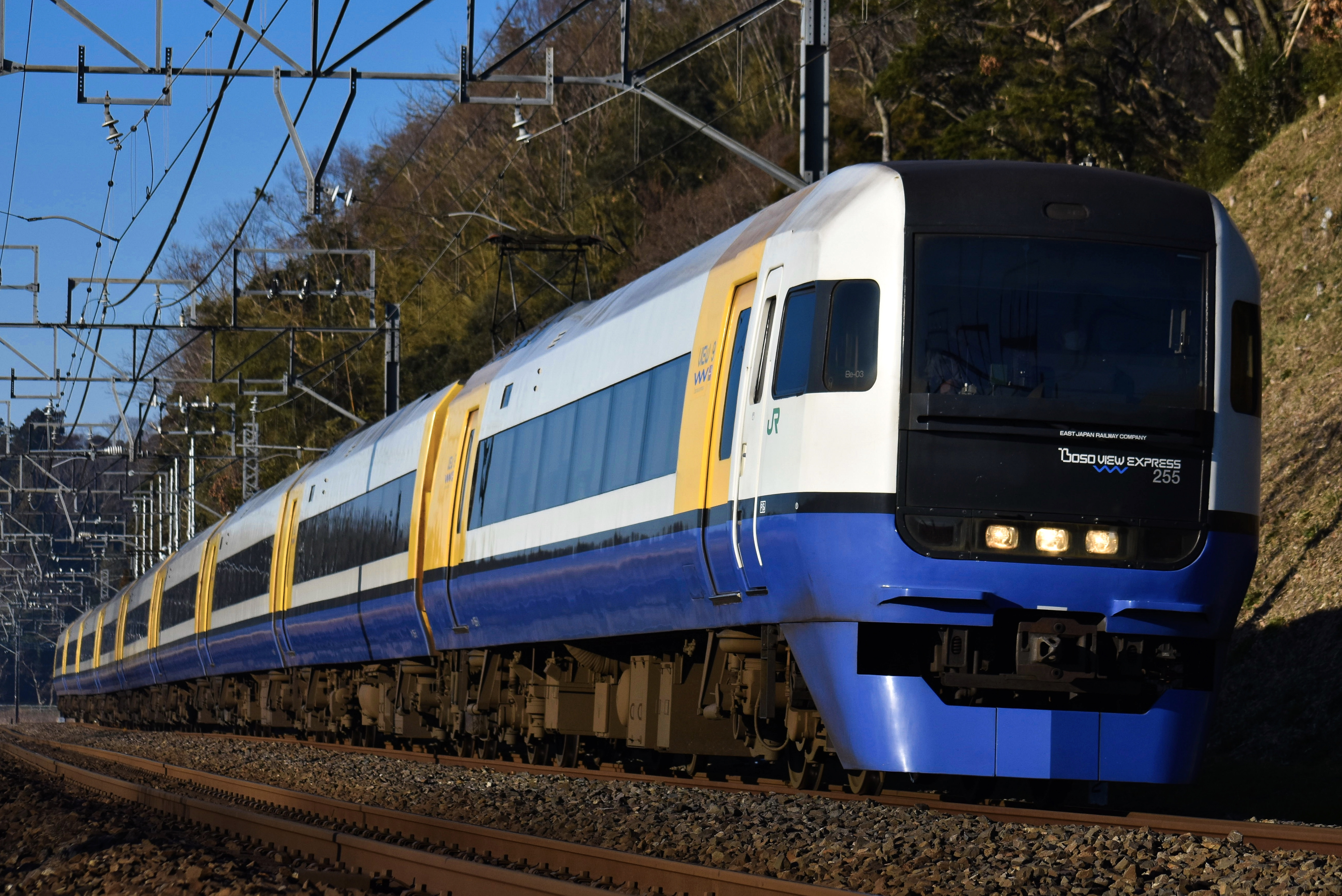
「しおさい」での運用 （2020年5月10日 物井駅 - 佐倉駅間）
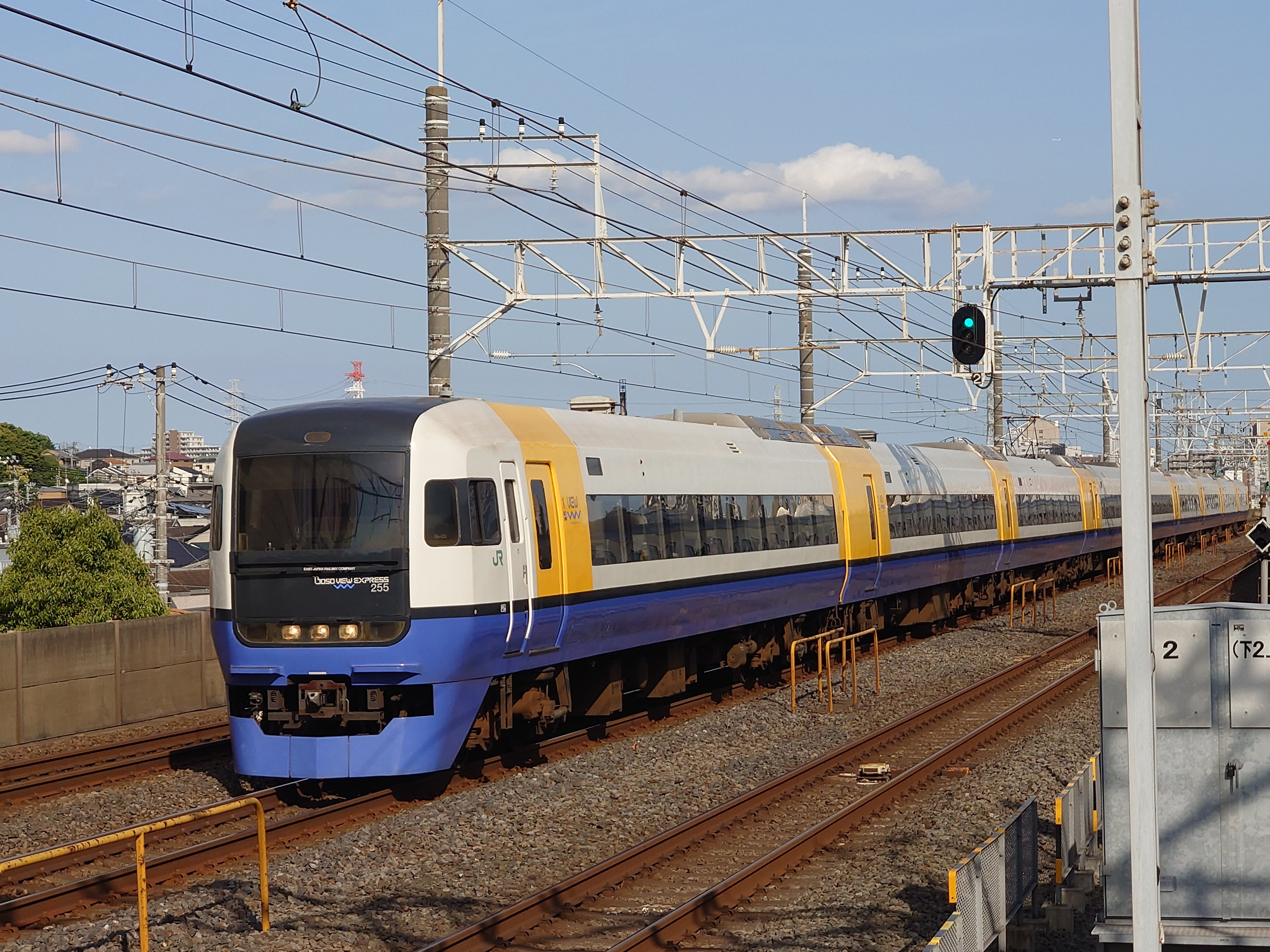
臨時「しおさい82号」での運用 (2025年5月3日 下総中山駅）

## 編成表
2024年12月8日現在でBe-03の9両編成1本、計9両のみが幕張車両センターに在籍。
| 形式     | 形式     | ← 銚子・安房鴨川東京・新宿 → | ← 銚子・安房鴨川東京・新宿 → | ← 銚子・安房鴨川東京・新宿 → | ← 銚子・安房鴨川東京・新宿 → | ← 銚子・安房鴨川東京・新宿 → | ← 銚子・安房鴨川東京・新宿 → | ← 銚子・安房鴨川東京・新宿 → | ← 銚子・安房鴨川東京・新宿 → | ← 銚子・安房鴨川東京・新宿 → | 竣工           | 更新           | 廃車           |
| 形式     | 形式     | 9                            | 8                            | 7                            | 6                            | 5                            | 4                            | 3                            | 2                            | 1                            | 竣工           | 更新           | 廃車           |
| 形式     | 形式     | クハ255 （Tc）               | モハ255 （M1）               | モハ254 （M2）               | サハ255 （T1）               | サハ254 （T2）               | サロ255 （Ts）               | モハ255 （M1）               | モハ254 （M2）               | クハ254 （Tc'）              | 竣工           | 更新           | 廃車           |
| 搭載機器 | 搭載機器 |                              | VVVF,CP,BT                   | SIV                          |                              |                              |                              | VVVF,CP,BT                   | SIV                          | CP                           | 竣工           | 更新           | 廃車           |
| 車両定員 | 車両定員 | 52人                         | 68人                         | 64人                         | 64人                         | 58人                         | 42人                         | 68人                         | 64人                         | 64人                         | 竣工           | 更新           | 廃車           |
| 車内設備 | 車内設備 | 運転室 WC                    | 自販 TEL                     | WC                           | 車販準備室                   | 車椅子席 多目的室 車椅子WC   | 車椅子席 WC,TEL 車掌室       | 自販 TEL                     | WC                           | 運転室                       | 竣工           | 更新           | 廃車           |
| 編成番号 | Be-01    | 1                            | 1                            | 1                            | 1                            | 1                            | 1                            | 2                            | 2                            | 1                            | 1993年3月30日  | 2016年3月9日   | 2024年7月18日  |
| 編成番号 | Be-02    | 2                            | 3                            | 3                            | 2                            | 2                            | 2                            | 4                            | 4                            | 2                            | 1993年4月15日  | 2015年11月16日 | 2024年10月25日 |
| 編成番号 | Be-03    | 3                            | 5                            | 5                            | 3                            | 3                            | 3                            | 6                            | 6                            | 3                            | 1994年10月29日 | 2016年6月23日  | 運用中         |
| 編成番号 | Be-04    | 4                            | 7                            | 7                            | 4                            | 4                            | 4                            | 8                            | 8                            | 4                            | 1994年11月24日 | 2015年7月14日  | 2024年12月7日  |
| 編成番号 | Be-05    | 5                            | 9                            | 9                            | 5                            | 5                            | 5                            | 10                           | 10                           | 5                            | 1994年11月30日 | 2015年2月6日   | 2024年6月6日   |

凡例
- VVVF：VVVFインバータ装置（機器更新後）、SIV：補助電源装置、CP：空気圧縮機、BT：蓄電池
  - 機器更新前はモハ254形にもVVVFインバータ装置を搭載
- WC：トイレ、自販：自動販売機（撤去）、TEL：公衆電話（撤去）

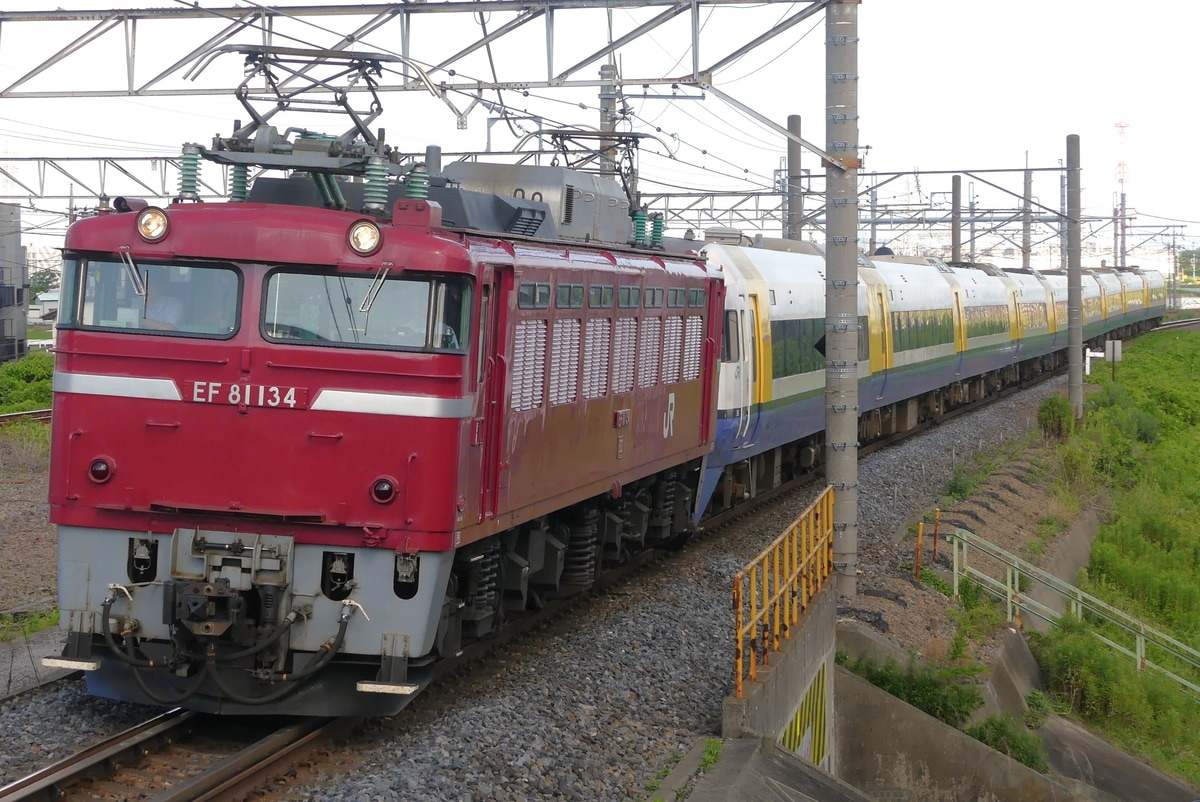
EF81牽引で秋田総合車両センターに廃車回送されるBe-05編成 （2024年6月4日 吉川駅）